# Asilus poecilopus
Asilus poecilopus är en tvåvingeart som beskrevs av Philippi 1865. Asilus poecilopus ingår i släktet Asilus och familjen rovflugor. Inga underarter finns listade i Catalogue of Life.